# روبرت كروفورد (شاعر)
روبرت كروفورد (بالإنجليزية: Robert Crawford)‏ هو أخصائي في الأدب وكاتب وبروفيسور وعالم وشاعر اسكتلندي، ولد في 1959.